# Eria ferruginea
Eria ferruginea är en orkidéart som beskrevs av John Lindley. Eria ferruginea ingår i släktet Eria och familjen orkidéer. Inga underarter finns listade i Catalogue of Life.